# Makogai

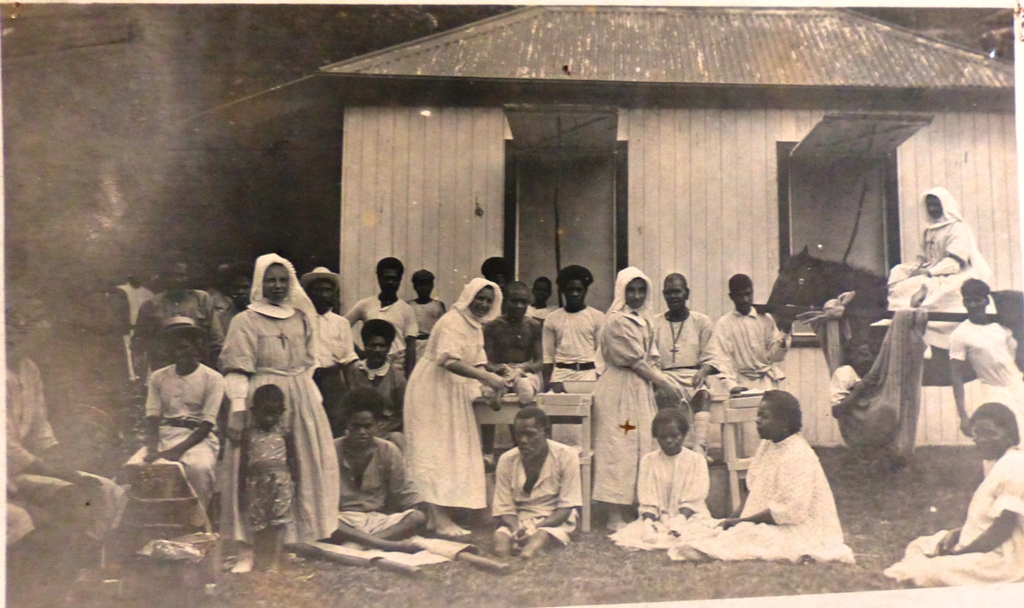

Makogai (si pronuncia: [makoˈŋai]) è un'isola della provincia di Lomaiviti nelle Figi.
Con una superficie di 8,4 km² e un'altezza massima di 267 m, era la sede di un lebbrosario nel mar di Koro, dove servirono Suore missionarie della Società di Maria per ospitare fino a 700 lebbrosi nel 1950.